# おもちゃの国を救え!
『おもちゃの国を救え!』（おもちゃのくにをすくえ!、原題：Babes in Toyland）は、1997年10月5日にアメリカ合衆国で製作公開されたファミリー向けのファンタジー・アニメーション映画作品。
原作はヴィクター・ハーバートによるオペレッタ『おもちゃの国の赤ん坊たち』（Babes in Toyland、1903年）である。
日本では劇場未公開。1998年11月20日にワーナー・ホーム・ビデオより日本語吹き替え版としてVHSが発売されている。また、日本でのDVDは未発売。

## ストーリー
クリスマスの3日前、おもちゃの国のおもちゃ工場は子供たちへのクリスマスプレゼントを製造するためにフル稼働状態だった。だが、先代の工場の責任者の兄弟で、おもちゃが嫌いなバーナビーが工場をつぶそうとすべく行動を起こした。現在の工場の責任者であるトム・パイパーとメリー・ラム、卵の妖精ミスター・ダンプティらは、人間の子供たちであるジャックとジルの協力を得て、バーナビーの野望を砕くべく立ち上がった。

## 声の出演
| 役名                 | 俳優                           | 日本語吹き替え |
| -------------------- | ------------------------------ | -------------- |
| ミスター・ダンプティ | チャールズ・ネルソン・ライリー | 山形ユキオ     |
| ジル                 | レイシー・シャベール           | 田口宏子       |
| ジャック             | ジョセフ・アシュトン           | 高山みなみ     |
| トム・パイパー       | ラファエル・スバージ           | 石川禅         |
| メリー               | キャシー・カヴァディーニ       | 杉村理加       |
| バーナビー           | クリストファー・プラマー       | 清川元夢       |
| スキャット           | スーザン・サイロ               | 水田わさび     |
| ロドリゴ             | ブロンソン・ピンチョット       | 内田直哉       |
| ゴンサルゴ           | ジェームズ・ベルーシ           | 島香裕         |
| ゴブリン・キング     | リンゼイ・シュネブリー         | 飯塚昭三       |

- その他の吹き替え：山川亜弥／津久井教生／幸田夏穂／高宮俊介／伊藤栄次／木附久美子／中田雅之

## 日本語版制作スタッフ
- プロデューサー：尾谷アイコ（ワーナー・ホーム・ビデオ）
- 演出：中野洋志
- 翻訳：徐賀世子
- 調整：長井利親
- 日本語版制作：ワーナー・ホーム・ビデオ、ACクリエイト株式会社